# L'immaginazione simbolica
L'Immaginazione simbolica (L'Imagination Symbolique) è un trattato filosofico scritto da Gilbert Durand nel 1964. Si tratta di un'introduzione ai suoi testi filosofici avente per argomento il simbolismo. L'opera è importante in quanto non solo spiega cosa siano il simbolo e l'immaginazione simbolica, ma ne espone la centralità riguardo alla creazione psichica, evidenziando come il suo ruolo sia fondamentale nella nostra cultura. «Questo libro vuole essere una modesta iniziazione filosofica alla problematica del simbolo.»

## Introduzione
La coscienza umana ha due modi per rappresentarsi la realtà:
- uno diretto e dato dai sensi,
- un altro indiretto e simbolico. Il simbolo è innanzitutto un segno che agisce nel campo del non-sensibile e ha una funzione rivelatrice.

Esistono:
- segni arbitrari: il segnale, che si limita ad avvertire della presenza dell'oggetto che rappresenta,

- e segni complessi: l'allegoria, gli emblemi, l'apologo, i quali rimandano a una realtà difficilmente rappresentabile.

Il simbolo, come l'allegoria, riconduce il sensibile al significato, ma è anche «una rappresentazione che fa apparire un senso segreto», il quale non è mai totalmente definibile.
Caratteristica del simbolo è la ridondanza con cui sopperisce all'inadeguatezza del proprio significante rispetto al significato. A seconda che si ripetano i gesti, le relazioni linguistiche o le immagini, si hanno diversi tipi di simboli:
- ridondanza dei gesti: classe dei simboli rituali;
- ridondanza delle relazioni linguistiche: classe del mito e dei suoi derivati;
- ridondanza dell'immagine: classe dei simboli iconografici.

## Capitolo I
Esistono due forme di iconoclasma:
- iconoclasma bizantino dal V secolo, detto “per difetto” che sopprime il simbolo, ma non la sua importanza conoscitiva;
- iconoclasma occidentale, detto “per eccesso” che trascura nel simbolo il significato per dedicarsi solo all'epidermide, al significante.[3]

Le forme di iconoclasma nella storia dell'Occidente, dal Medioevo all'Ottocento, che hanno portato alla totale subordinazione del simbolo al segno sono: 
1. Dogmatismo clericale: che rifiuta l'icona come apertura spirituale personale che emani dal libero esame dell'individuo, imponendo un'unica verità dogmatica definita. Ciò si esplica nell'arte cattolica romana la quale è dettata “dalla formulazione concettuale di un dogma”.
2. Concettualismo aristotelico: si oppone all'idea platonica che conduce a un senso trascendente supremo, riducendo il simbolo a nient'altro che a un concetto. Nell'arte si contrappongono l'arte romanica, tutta di evocazione simbolica, e l'arte gotica che perde il suo significato sacro il quale diventa semplice realismo.
3. Scientismo cartesiano: con il “cogito ergo sum”, Cartesio afferma che il pensiero, cioè il metodo matematico, diventa l'unico simbolo dell'essere. Di conseguenza solo l'esplorazione scientifica ha diritto al titolo di conoscenza e il segno è pensato solo come termine adeguato di una relazione. Ciò porta nel XVII e XVIII secolo al minimizzarsi dell'arte a puro ornamento, privo dell'ambizione di evocare, al contrario dell'allegorizzazione dell'arte rinascimentale.

## Capitolo II
“La nostra epoca ha di nuovo preso coscienza dell'importanza delle immagini simboliche nella vita mentale grazie al contributo della patologia psicologica e dell'etnologia”. Tuttavia, le ermeneutiche che derivano da queste scienze sono interpretazioni parziali del simbolo, in una prospettiva o di riduzione di esso (ermeneutiche riduttive, trattato in questo capitolo) o di amplificazione (ermeneutiche instaurative, capitolo successivo). 
Le ermeneutiche riduttive:
1. la psicoanalisi di Sigmund Freud: riduce il simbolo a sintomo di una sessualità mutilata, ma ha il merito di aver recuperato il simbolo e i valori psichici nelle scienze;
2. il funzionalismo di Georges Dumézil: l'antropologia culturale riduce il simbolo a funzione sociologica decifrabile attraverso il linguaggio, per cui un simbolo è direttamente intellegibile dal preciso momento in cui se ne conosce bene l'etimologia;[5]
3. lo strutturalismo di Claude Lévi-Strauss: riduce il simbolo al suo ristretto contesto sociale, semantico o sintattico secondo il metodo usato.

“In ultima analisi”, conclude Durand, “psicoanalisi o strutturalismo riducono il simbolo a segno o, nel migliore dei casi, all'allegoria”.

## Capitolo III
Le ermeneutiche instaurative, le quali amplificano il simbolo:
1. Ernst Cassirer e il concetto di “pregnanza simbolica”: “le cose esistono solo grazie alla figura che dà loro il pensiero oggettivante”. La conoscenza è dunque costituzione del mondo. Il merito di Cassirer è stato di ricondurre la filosofia all'interesse per il simbolo.
2. L'archetipologia di Carl Gustav Jung. Il simbolo è insieme individuale e collettivo. Il simbolo collettivo è detto archetipo: “una struttura organizzatrice di immagini”[8] che va oltre l'individuo. Per Durand, però, Jung ha una concezione troppo estesa dell'immaginazione simbolica, che concepisce unicamente nella sua attività sintetica.
3. La fenomenologia poetica di Gaston Bachelard, il quale orienta la sua ricerca verso l'inconscio poetico, che si esprime per mezzo di parole e metafore. “La soggettivazione della poesia che, attraverso lirica, mito, religione, adatta il mondo all'ideale umano, alla felicità etica della specie umana.”[9] Per Bachelard il simbolo ci rivela un mondo, questa cosmologia insegna che “scienza senza poetica è solo alienazione dell'uomo”.[10]

## Capitolo IV
Durand riassume le conclusioni cui è giunto dopo anni di studio e ricerca, dividendole in tre piani:
- una teoria generale dell'immaginario come funzione di generale equilibratura antropologica: Durand evidenza la presenza di un “dinamismo antagonistico” nell'immagine simbolica, le cui polarità divergenti si collegano non in una sintesi, ma in un sistema: “nel filo di un racconto”. L'immaginazione ha quindi una funzione di equilibratura psicosociale;
- i livelli formatori delle immagini simboliche: o livello psicofisiologico o livello naturale o livello pedagogico o livello culturale. Durand si concentra su questi due ultimi livelli, evidenziando come il livello pedagogico e ludico, attraverso il gioco e il contatto con i propri coetanei sia intermedio tra la natura e la cultura particolare della propria società, la quale invece appartiene al livello culturale costituito, appunto, dalle convenzioni sociali;
- la convergenza delle ermeneutiche: come il simbolo ha una doppia polarità (divisa tra significato e significante) così l'ermeneutica segue due vie antagonistiche: quella della demistificazione e quella della rimitizzazione.[12] Ci sono due modi di leggere un simbolo, legittimati dalla stessa natura doppia del simbolo. Tuttavia è la rimitizzazione a prevalere, in quanto “la demistificazione totale, infatti, equivarrebbe all'annullamento dei valori della vita di fronte alla constatazione brutale della nostra mortalità”.[12]

## Capitolo V
Le funzioni dell'immaginazione simbolica:
1. Funzione biologica: l'immaginazione simbolica ristabilisce “un equilibrio vitale”, attraverso una funzione di eufemizzazione della morte.
2. Funzione psicosociale: “il simbolo è concepito come una sintesi equilibrante attraverso cui l'anima individuale si ricongiunge alla psiche della specie e fornisce soluzioni pacificanti ai problemi posti dall'intelligenza della specie.”[13]
3. Funzione umanista: l'immaginazione simbolica porta a un riconoscimento dell'uguaglianza dell'intera specie umana. Ciò che unisce gli uomini fra loro non sono la ragione e la scienza, che li collegano solo alle cose, ma la rappresentazione per immagini degli affetti, delle gioie e delle pene quotidiane. Solo l'antropologia dell'immaginario consente l'unificazione tra pensiero primitivo e pensiero civilizzato, tra pensiero normale e patologico.[12]
4. Funzione teofanica: l'immaginazione simbolica conduce verso un'infinita trascendenza che si pone come valore supremo.[14]

## Edizioni
- Gilbert Durand, L'imagination symbolique, Presses Universitaries de France, 1964.
- Gilbert Durand, L'immaginazione simbolica, IPOC, 2012,  p. 116, ISBN 978-88-967-3265-6.

### Esplicative
1. ↑  Ridondanza è l'uso di parole la cui omissione non costituisce una sostanziale perdita di significato. Nella maggior parte dei casi si ricade nella tautologia: "una varietà differente", "un bonus aggiunto", "risultati finali", "i piani futuri", "le storie passate".
2. ↑  Per "iconoclasma" s'intende la soppressione dell'icona (da iconoclastia). In questo caso specifico iconoclasma vuol dire distruzione dell'immagine come simbolo

### Bibliografiche
1. ↑  Durand, op. cit, Prefazione, p. 15.
2. ↑  Durand, op. cit, p. 21.
3. ↑  Durand, op. cit, pp. 27 e sgg.
4. ↑  Durand, op. cit, p. 43.
5. ↑  Durand, op. cit, p. 51.
6. ↑  Durand, op. cit, p. 57.
7. ↑  Durand, op. cit, p. 59.
8. ↑  Durand, op. cit, p. 61.
9. ↑  Durand, op. cit, p. 67.
10. ↑  Durand, op. cit, p. 71.
11. ↑  Durand, op. cit, pp. 80 e sgg.
12. 1 2 3  Durand, op. cit, p. 105.
13. 1 2  Durand, op. cit, pp. 99 e sgg.
14. ↑  Durand, op. cit., p. 107.